# 名前が重複している太陽系内の天体
名前が重複している太陽系内の天体（なまえがちょうふくしているたいようけいないのてんたい）では、太陽系の惑星、準惑星、小惑星、衛星どうしが同じ名前や似た名前、あるいは同じものに由来する名前を持つ場合について述べる。

## 概要
太陽系内の天体に命名する時は原則として既存の天体と被らない名前をつけるべきであるが、実際は完全に、またはほとんど重複している名前をつけられた天体がいくつもある。その大部分は天然衛星と小惑星の組み合わせで、両者の命名規則が同じではないが部分的に重なっていることによる。
大抵の衛星にはギリシア・ローマ神話に登場する人々や神々の名前がつけられる。小惑星に関しては、現在は（ケンタウルス族と木星のトロヤ群を除けば）それほどでもないが、かつてはほとんどの小惑星が神話から名付けられたため、衛星と重複してしまうことがたびたびあった。
軌道が確定した天体には通し番号（小惑星の場合は小惑星番号。衛星の場合、正式には母天体の名称とローマ数字だが、頭文字とアラビア数字で略記されることもある）が与えられるため、それらを併用すれば区別が可能となる。彗星は発見者名がそのまま名前になるため、必然的に重複が多数発生するのでやはり仮符号や登録番号で区別する。極端な例では、太陽探査機SOHOが発見し、命名されたSOHO彗星は1000個を超えている（彗星についてはここでは述べない）。

## 語源が同じで表記も同じもの

### 衛星が先に命名されたもの
- (J 2) エウロパ（Europa, 1614年命名）と (52) エウロパ（1858年発見）
- (J 1) イオ（Io, 1614年命名）と (85) イオ（1865年発見）
- (S 4) ディオネ（Dione, 1847年命名）と (106) ディオネ（1868年発見）
- (S 5) レア（Rhea, 1847年命名）と (577) レア（1905年発見）
- (U 3) チタニア（Titania, 1852年命名）と (593) チタニア（1906年発見）
- ネイト（Neith, 1880年代に命名されたが、後に実在しないと判明した金星の衛星）と (1122) ネイト（1928年発見）

### 小惑星が先に命名されたもの
- (9) メティス（Metis, 1848年発見）と (J 16) メティス（1983年命名）
- (24) テミス（Themis, 1853年発見）とテミス（1905年に命名されたが、後に実在しないと判明した土星の衛星）
- (38) レダ（Leda, 1856年発見）と (J 13) レダ（1975年命名）
- (55) パンドラ（Pandora, 1858年発見）と (S 17) パンドラ（1985年命名）
- (74) ガラテア（Galatea, 1862年発見）と (N 6) ガラテア（1989年発見）
- (113) アマルテア（Amalthea, 1871年発見）と (J 5) アマルテア（1892年発見、現在の名前は発見後まもなくカミーユ・フラマリオンによって提案されたが、公式に命名されたのは1975年）
- (171) オフィーリア（Ophelia, 1877年発見）と (U 7) オフィーリア（1986年発見）
- (239) アドラステア（Adrastea, 1894年発見）と (J 15) アドラステア（1983年命名）
  - および (J 12) アナンケの非公式仮称
- (666) デズデモーナ（Desdemona, 1908年発見）と (U 10) デズデモーナ（1986年発見）
- (1809) プロメテウス（Prometheus, 1960年発見）と (S 16) プロメテウス（1985年命名）
- (1810) エピメテウス（Epimetheus, 1960年発見）と (S 11) エピメテウス（1983年命名）
- (2758) コーディリア（Cordelia, 1978年発見）と (U 6) コーディリア（1986年発見）
- (4450) パン（Pan, 1987年発見）と (S 18) パン（1990年発見）
  - および (J 11) カルメの非公式仮称
- (10386) （Romulus, 1996年発見）と (87) Sylvia I ロムルス（2001年発見）

## 語源は違うが表記は同じもの
- (218) ビアンカ（Bianca, 1880年発見、オペラ歌手から命名）と (U 8) ビアンカ（1986年発見、シェイクスピア作品から命名）
- (1162) ラリッサ（Larissa, 1930年発見、テッサリアの都市から命名）と (N 7) ラリッサ（1989年発見、ポセイドンの愛人から命名）

## 語源が同じで表記は似ているもの

### 衛星が先に命名されたもの
- (J 4) カリスト（Callisto, 1614年命名）と (204) カリスト（Kallisto, 1879年発見）
- (J 3) ガニメデ（Ganymede, 1614年命名）と (1036) ガニメド（Ganymed, 1924年発見）
  - 衛星名は英語式表記、小惑星名はドイツ語式表記

### 小惑星が先に命名されたもの
- (53) カリプソ（Kalypso, 1858年発見）と (S 14) カリプソ（Calypso, 1983年命名）
- (101) ヘレナ（Helena, 1868年発見）と (S 12) ヘレネ（Helene, 1988年命名）
- (548) クレシダ（Kressida, 1904年発見）と (U 9) クレシダ（Cressida, 1986年発見）
- (763) クピド（Cupido, 1913年発見）と (U 16) キューピッド（Cupid, 2003年発見）
  - 小惑星名はラテン語式表記、衛星名は英語式表記
  - 衛星名はシェイクスピア作品からの命名
- (899) ヨーカステ（Jokaste, 1918年発見）と (J 24) イオカステ（Iocaste, 2002年命名）
- (1865) ケルベルス（Cerberus, 1971年発見）と (P 4) ケルベロス（Kerberos, 2013年命名）
- (3908) ニュクス（Nyx, 1980年発見）と (P 2) ニクス（Nix, 2006年命名）

### 小惑星と小惑星
- (161) アトール（Athor, 1876年発見）と (2340) ハトホル（Hathor, 1976年発見）
- (231) ヴィンドボナ（Vindobona, 1882年発見）と (397) ヴィエンナ（Vienna, 1894年発見）
- (290) ブルナ（Bruna, 1890年発見）と (2889) ブルノ（Brno, 1981年発見）
- (646) カスタリア（Kastalia, 1907年発見）と (4769) カスタリア（Castalia, 1989年発見）

## 語源は同じだが異なる名前のもの

### 惑星と小惑星・衛星
- 地球 (Earth) と (1184) （Gaea, 1926年発見）
- 金星 (Venus) と (1388) アフロディーテ（Aphrodite, 1933年発見）
- 水星 (Mercury) と (69230) ヘルメス（Hermes, 1937年命名、ただし正式登録は2003年）
- 海王星 (Neptune) と (4341) （Poseidon, 1987年発見）
  - および (J 8) パシファエの非公式仮称ポセイドン
- 木星 (Jupiter) と (5731) （Zeus, 1988年発見）

### 準惑星・小惑星と小惑星・衛星
- (1) ケレス（Ceres, 1801年発見）と (1108) （Demeter, 1929年発見）
  - および (J 10) リシテアの非公式仮称デメテル
- (2) パラス (Pallas, 1802年命名）と (93) ミネルバ（Minerva, 1867年発見）と (881) アテネ（Athene, 1917年発見）
- (3) ジュノー（Juno, 1804年発見）と (103) ヘラ（Hera, 1868年発見）
  - および (J 7) エララの非公式仮称ヘラ
- (4) ベスタ（Vesta, 1807年発見）と (46) ヘスティア（Hestia, 1857年発見）
  - および (J 6) ヒマリアの非公式仮称ヘスティア
- (5) アストラエア（Astraea, 1845年発見）と (99) ディーケ（Dike, 1868年発見）
  - テミス、ユスティティアとも関連あり
- (8) フローラ（Flora, 1847年発見）と (410) クロリス（Chloris, 1896年発見）
- (12) ビクトリア（Victoria, 1850年発見）と (307) ニケ（Nike, 1891年発見）
- (14) イレーネ（Irene, 1851年発見）と (679) パクス（Pax, 1909年発見）
- (19) フォルトゥナ（Fortuna, 1852年発見）と (258) ティケ（Tyche, 1886年発見）
- (24) テミス（Themis, 1853年発見）と (269) ユスティティア（Justitia, 1887年発見）
  - ディケとも関連あり
- (26) プロセルピーナ（Proserpina, 1853年発見）と (399) ペルセフォネ（Persephone, 1895年発見）
- (68) レト（Leto, 1861年発見）と (639) ラトナ（Latona, 1907年発見）
- (76) フレイア（Freia, 1862年発見）と (240) ヴァナディース（Vanadis, 1884年発見）
- (78) ディアナ（Diana, 1863年発見）と (105) アルテミス（Artemis, 1868年発見）と (395) デリア（Delia, 1894年発見）と (15992) （Cynthia, 1998年発見）
- (94) アウロラ（Aurora, 1867年発見）と (221) エオス（Eos, 1882年発見）
- (106) ディオネ（Dione, 1868年発見）と (405) ティア（Thia, 1895年発見）
  - ディオネとティアの関係については不確実
  - およびジャイアント・インパクト仮説で仮定された天体テイア (Theia)
- (135) ヘルタ（Hertha, 1874年発見）と (601) ネルトゥス（Nerthus, 1906年発見）
- (379) フエンナ（Huenna, 1894年発見）と (499) ヴェヌシア（Venusia, 1902年発見）と (1678) ヴェーン（Hveen, 1940年発見）
- (424) グラティア（Gratia, 1896年発見）と (627) カリス（Charis, 1907年発見）
- (433) エロス（Eros, 1898年発見）と (763) クピド（Cupido, 1913年発見）と (1221) アモール（Amor, 1932年発見）
- (1027) アイスクラピア（Aesculapia, 1923年発見）と (4581) アスクレピウス（Asclepius, 1989年発見）
- (1068) ノフレテーテ（Nofretete, 1926年発見）と (3199) ネフェルティティ（Nefertiti, 1982年発見）
- (1125) チャイナ（China, 1957年発見）と (3789) 中国（Zhongguo, 1928年発見）
- (1143) オデュッセウス（Odysseus, 1930年発見）と (5254) ユリシーズ（Ulysses, 1986年発見）
- (2063) バックス（Bacchus, 1977年発見）と (3671) ディオニスス（Dionysus, 1984年発見）
- (2155) （Wodan, 1960年発見）と (3989) （Odin, 1986年発見）
- (2260) （Neoptolemus, 1975年発見）と (5283) （Pyrrhus, 1989年発見）
- (134340) 冥王星 (Pluto, 1930年発見) と (J 9) シノーペの非公式仮称ハーデス (Hades)

## 重複を避けるために本来の表記から変えたもの
- (620) ドラコニア（Drakonia, 1906年発見）と (694) エカルド（Ekard, 1909年発見）
- (2929) （Harris, 1982年発見）と (7737) サイラー（Sirrah, 1981年発見）